# 江镇市民广场公园
江镇市民广场公园位于上海市浦东新区祝桥镇江镇，西临川南奉公路，南临晨阳路，北面为晚霞路。公园建于2002年12月，面积为32000平方米，2003年正式对外开放，2012年3月由镇级公园调整为城市公园，评为2012年度上海市文明公园。
2025年，江镇市民广场公园进行24小时设施完善工作。